# Jeux interdits de l'adolescence
Pour plus de détails, voir Fiche technique et Distribution.
Jeux interdits de l´adolescence (Maladolescenza ou Spielen wir Liebe) est un film italo-allemand réalisé par Pier Giuseppe Murgia, sorti en 1977.

## Synopsis
Laura, une jeune fille de presque 12 ans, Fabrizio, un adolescent traumatisé de 17 ans, et Silvia, une fille de 11 ans, font leur apprentissage de l'amour et de la sexualité.

## Fiche technique
- Titre français : Jeux interdits de l´adolescence
- Titre italien : Maladolescenza
- Titres allemand : Spielen wir Liebe ou Maladolescenza - Sie lieben und sie quälen sich (nouveau titre)
- Réalisation : Pier Giuseppe Murgia
- Scénario : Peter Berling
- Musique : Giuseppe Caruso (crédité Pippo Caruso (en)), Jürgen Drews
- Production : Franco Cancellieri pour New World Pictures
- Pays de production :  Italie et  Allemagne de l'Ouest
- Format : couleurs (Eastmancolor) - 1,66:1 - 35 mm - son mono
- Genre : drame, érotique
- Durée : 93 minutes (version originale) ; 77 minutes (version censurée)
- Dates de tournage: 17 août au 16 septembre 1976
- Date de sortie :
  - Italie : 6 mai 1977
  - Allemagne de l'Ouest : 24 juin 1977

## Distribution
- Lara Wendel : Laura
- Eva Ionesco : Silvia
- Martin Loeb : Fabrizio

## Commentaires
Ce film a été diffusé par la télévision française en version intégrale puis interdit[réf. nécessaire]. Il a connu une lourde censure car il contient des scènes de rapports sexuels érotiques jouées par des mineurs. Il fait partie des films de l'âge d'or du cinéma Italien 70-80, une époque controversée à la libération des mœurs et au chaos dans le cinéma transalpin, et au cœur même du pays. 
Il s'agit d'un des tout premiers rôles de l'actrice Eva Ionesco, alors âgée de 11 ans et dont les photos érotiques prises par sa mère Irina Ionesco avaient créé une autre polémique à la même époque.
Martin Loeb est le frère cadet de la chanteuse Caroline Loeb.